# Ris Station
Ris Station (Ris stasjon) er en metrostation på Holmenkollbanen på T-banen i Oslo. Stationen ligger 121,3 meter over havet. Ris Kirke ligger umiddelbart syd for stationen.